# Tuam
Tuam (irsky Tuaim) je město v hrabství Galway severně od města Galway v Irsku. V roce 2011 mělo 8 200 obyvatel.

## Historie

### Ztracené děti z Tuamu
V roce 2014 byl v Tuamu objeven masový hrob v němž se nacházely ostatky 795 dětí ve věku od 35 týdnů do tří let. Hrob byl odhalen na pozemku bývalého domova pro nemanželské děti, provozovaného katolickou církví, řádem sester z Bon Secours. V silně katolickém Irsku byly svobodné matky považovány za poskvrnu rodiny, proto vyhledávaly podobná zařízení, kde v tichosti a anonymitě porodily a poté zde zanechaly své nemanželské děti k adopci. Zařízení fungovalo v letech 1926–1961. Na odhalení neoznačeného hrobu měla zásluhu místní amatérská historička Catherine Corlessová, která se snažila zjistit, proč neexistují žádné záznamy o pohřbu u tolika dětí z domova. Po Tuamu následovalo vládní vyšetřování dalších 18 domovů v zemi. Většina dětí zemřela na podvýživu a infekční nemoci. V úmrtních listech byly jako příčiny úmrtí uváděny deformace, nemoci či předčasné porody. V Tuamu v majoritě případů jejich těla skončila v někdejší septické jímce. Hrob byl objeven již v roce 1975, když se propadla betonová deska jímky pod dvěma chlapci, kteří si zde hráli. Tehdy byl hrob bez dalšího šetření zakonzervován s přesvědčením, že jde o oběti hladomoru z poloviny 19. století. Na začátku roku 2021 se irský premiér Micheál Martin formálně omluvil za smrt 9000 dětí, které ve 20. století zemřely v irských církevních domovech pro svobodné matky a děti. Sdělil, že stát v přístupu ke svobodným matkám a jejich dětem zcela selhal. Omluvily se i řádové sestry, které domov provozovaly a hlava katolické církve arcibiskup Eamon Martin.